# Dondi (comic strip)
Pour les articles homonymes, voir Dondi.
Dondi est une série de bande dessinée américaine créée par le scénariste Gus Edson et le dessinateur Irwin Hasen et diffusée du 25 septembre 1955 au 8 juin 1986 par le Chicago Tribune New York News Syndicate (renommé ensuite Tribune Media Services (en)). Lorsqu'Edson décède en 1966, Hasen lui succède tout en se faisant assister par Bob Oksner.
Cette bande dessinée humoristique met en scène Dondi, un garçonnet orphelin recueilli en Italie à la fin de la Seconde Guerre mondiale par le G.I. Ted Wills, qui l'emmène avec lui à Midville, petit ville fictionnelle incarnant l'Amérique typique. Ces origines sont rapidement oubliées et la série devient un comic strip classique centré sur une bande de petits garçons et leurs aventures gentillettes.
Populaire dans ses premières années, Dondi était diffusé dans 100 à 200 journaux et a été adapté au cinéma par Albert Zugsmith (en) avec David Cory dans le rôle de Dondi. En juin 1986, le strip n'était plus diffusé que dans 35 journaux.

## Prix
- 1961 : Prix du comic strip à suivre de la National Cartoonists Society (NCS)
- 1962 : Prix du comic strip à suivre de la NCS